# Barrière de Champlon
La Barrière de Champlon est un lieu-dit situé non loin du village de Champlon, dans la commune belge de Tenneville, en Région wallonne dans la province de Luxembourg. Il est localisé au croisement entre la  (entre La Roche-en-Ardenne et Saint-Hubert) et la  (entre Bastogne et Marche-en-Famenne) et culmine à 475 mètres.
Le nom barrière se réfère à une ancienne barrière d'octroi à cet endroit.
Outre le croisement de ces routes, le site abrite une auberge.
L'hostellerie de la Barrière et l'hôtel des Bruyères étaient situés de part et d'autre de la route ainsi que la gendarmerie.

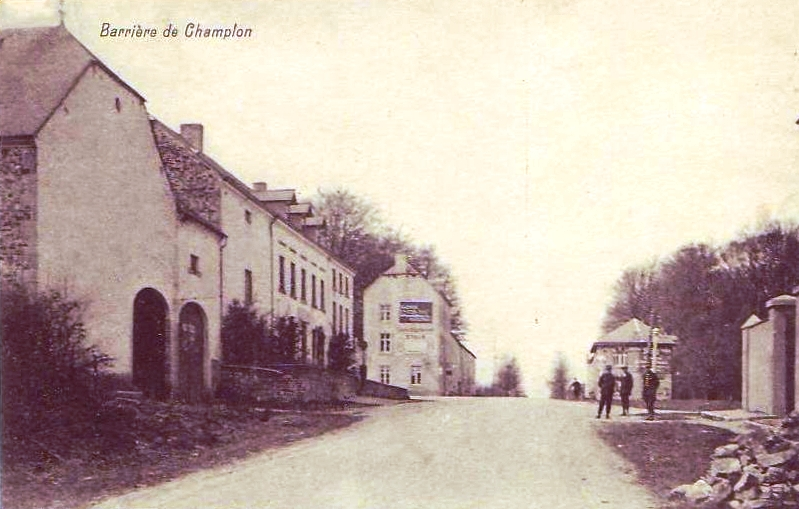
Vue de la Barrière de Champlon (N4 vers Marche), avec l'Hostellerie à g. et à dr. la gendarmerie et le bâtiment de la barrière d'octroi (à l'arr.). vers 1905.